# Venus din Hohle Fels
Venus din Hohle Fels (germană Venus vom Hohlen Fels) este o figurină Venus din fildeș de mamut, din Paleoliticul superior, descoperită în 2008, în peștera Hohle Fels, Germania. Este datată la o vechime de 40.000-35.000, aparținând culturii Aurignacian,  care este asociată cu cea mai timpurie prezență a Cro-Magnon în Europa.
Figurina este cel mai vechi exemplu indiscutabil de reprezentare a unei ființe umane. În ceea ce privește arta figurativă doar figurina Omul-leu este mai veche. Figurina Venus este găzduită la Muzeul preistoric Blaubeuren, Germania.

## Descoperire
Descoperirea figurinei Venus din Hohle Fels de către echipa arheologică condusă de Nicholas J. Conard de la Universitatea din Tübingen a împins înapoi data celei mai vechi arte figurative cunoscute cu câteva milenii, stabilind că opere de artă au fost produse în toată perioada Aurignaciană.

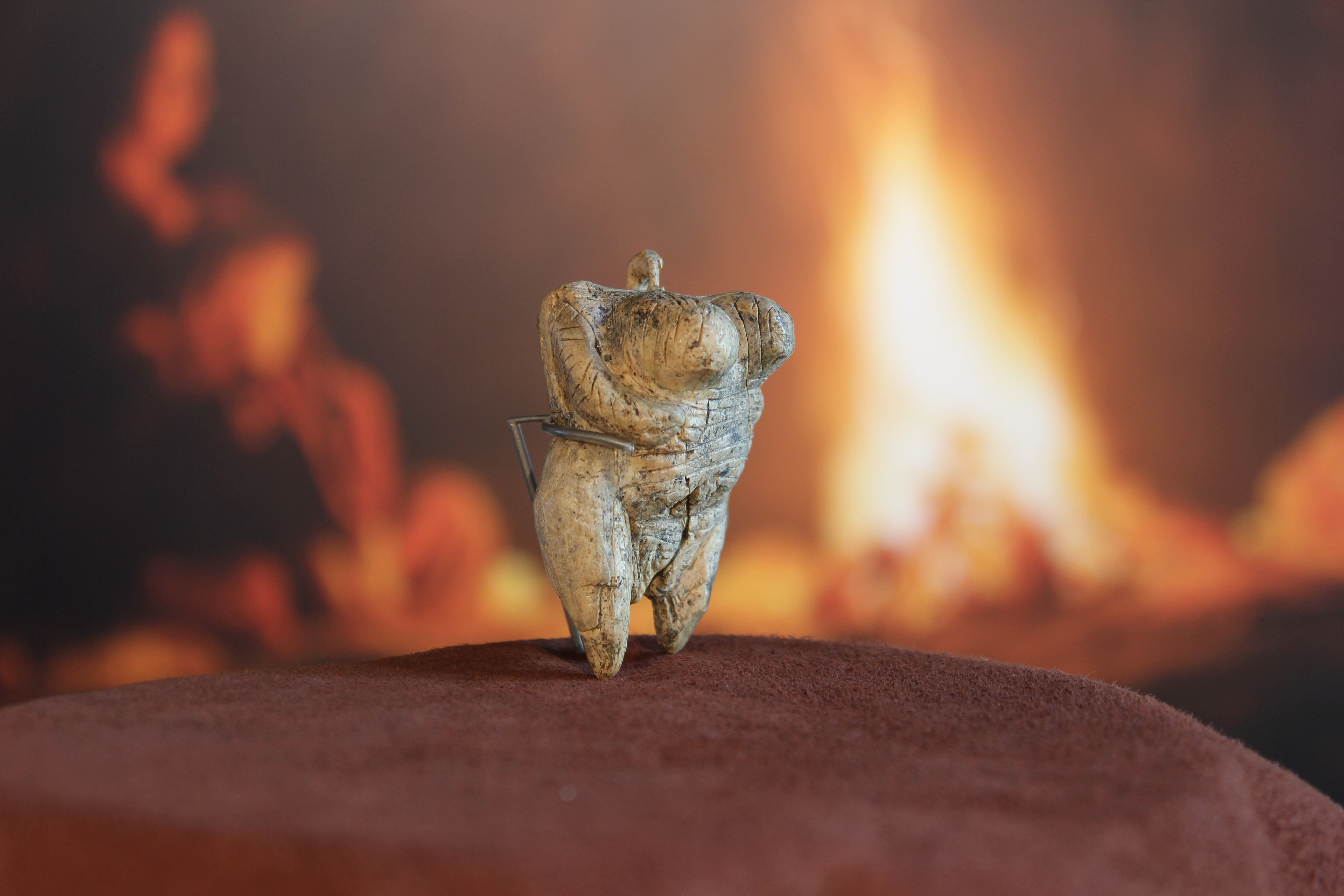
Venus din Hohle Fels

Figurina remarcabil de timpurie a fost descoperită în septembrie 2008 într-o peșteră numită Hohle Fels, în apropiere de Schelklingen, la aproximativ 15 km la vest de Ulm, Baden-Württemberg, în sud-vestul Germaniei, de o echipă de la Universitatea din Tübingen condusă de profesorul de arheologie Nicholas Conard, care a scris despre descoperirea lor în Nature.  Figurina a fost găsită în holul peșterii, la aproximativ 20 m de intrare și la 3 m sub nivelul actual al solului. În apropiere a fost găsit un flaut din os care datează cu aproximativ 42.000 de ani în urmă, cel mai vechi instrument muzical cunoscut.
În 2015, au fost descoperite în peșteră două fragmente dintr-o a doua figurină Venus.

## Descriere
Figurina a fost sculptată dintr-un colț de mamut lânos și a fost descoperită ruptă în fragmente, dintre care șase au fost recuperate; brațul și umărul stâng încă lipsesc. În locul capului, figurina are o proeminență perforată, ceea ce ar fi permis să fie purtată ca o amuletă. Statueta cântărește 33,3 grame și măsoară 59,7 milimetri înălțime și 34,6 lărgime. Figurina are incizii orizontale între piept și vârful triunghiului pubian.